# Ленстер (аэропорт)
 Ленстер  — аэропорт, расположенный в Ленстере, Западная Австралия. Аэропорт находится на высоте 497 метров над уровнем моря.